# Ley Reservada del Cobre
La Ley 13.196, conocida como Ley Reservada del Cobre, es una ley chilena, aprobada durante el segundo gobierno del presidente Carlos Ibáñez del Campo y modificada sustancialmente durante la dictadura militar, que tiene como objeto destinar ingresos de la venta de cobre —principal producto de exportación del país— para la adquisición de sistemas de armas y pertrechos para la defensa nacional, es decir, para la compra y mantenimiento del armamento y materiales para las fuerzas armadas de Chile. Esta ley establece que la entrega de fondos a las fuerzas armadas debe realizarse de modo reservado, teniendo el mismo carácter su contabilidad, las cuentas en que se mantienen y su inversión.
Fue promulgada el 20 de octubre de 1958 y publicada en una edición restringida del Diario Oficial, es decir, se trató de una ley secreta. Ha sido reformada mediante decretos leyes y leyes igualmente secretas, en 1973, 1974, 1975, 1976, 1981, 1985, y 1987. El texto refundido de la Ley 13196 fue establecido por el Decreto Ley 984 de 1975, y posteriormente su texto definitivo fue fijado por el Decreto Ley 1530 de 1976, ambos reservados o secretos.
En diciembre de 2016, mediante la ley 20.977, el texto de la ley 13.196, incluidas sus modificaciones, dejó de tener el carácter de secreto o reservado, siendo finalmente derogada por la ley 21.174, publicada el 26 de septiembre de 2019, derogación con aplicación efectiva a partir del primero de enero de 2020.

## Antecedentes
El financiamiento militar automático proveniente de ingresos por recursos naturales en Chile puede remontarse a la década de 1880.
El 7 de enero de 1938 fue promulgada la Ley 6152, conocida como Ley de Cruceros, que transfería el 90% de las rentas de arrendamiento de territorios en la Patagonia chilena para compras de armas.
Posteriormente, el 5 de enero de 1942, el gobierno del presidente Juan Antonio Ríos, preocupado por la llamada Guerra del Pacífico (1937-1945) y la defensa del país, creó el Consejo Superior de la Defensa Nacional (Consudena), organismo al cual otorgó la facultad de destinar los ingresos por negociación de divisas, impuestos al alcohol y cigarrillos, y los réditos de las empresas de la gran minería del cobre en el país, para la compra de armas sin la aprobación del Congreso.

## Historia
La Ley 13196 fue promulgada en 1958, después del incidente del islote Snipe, por la administración del presidente Carlos Ibáñez del Campo, para redirigir los fondos constituidos por los ingresos provenientes del impuesto a la gran minería del cobre, a las fuerzas armadas.
En 1971, la nacionalización del cobre transfirió al Estado las propiedades de las principales empresas mineras de cobre, la Anaconda Copper Company y la Kennecott Corporation, y en 1976 fue creada la Corporación Nacional del Cobre (Codelco), una empresa estatal, que desde entonces ha liderado el desarrollo de la gran minería del cobre.
Durante la dictadura militar esta ley fue modificada por la Junta de Gobierno en siete oportunidades, mediante decretos leyes y leyes secretas, entre las más destacadas se encuentran el Decreto Ley 1530 de 1976 y la Ley 18445 de 1985.

Precio del cobre e ingresos por la Ley Reservada del Cobre entre 1963 y 2006 según Michael Radseck.

A fines del año 2004, el gobierno de Ricardo Lagos obtuvo una reinterpretación de la ley, mediante un dictamen de la Contraloría General de la República, el cual estableció que los recursos excedentes a los fondos repartidos entre las ramas de las Fuerzas armadas, sobre el piso mínimo asignado a cada una de ellas, quedaría a disposición de Consudena (Consejo Superior de Defensa Nacional).
Con el alza internacional del precio del cobre, tales excedentes aumentaron considerablemente; en un inicio estos se invertían en el extranjero y desde 2005 comenzaron a ser depositados únicamente en bancos nacionales, bajo la administración del Consudena, la que fue criticada, ante la posible falta de especialización de su personal y la baja supervisión de la que era objeto, en consideración a la magnitud de los fondos manejados.
El año 2007, durante el primer gobierno de Michelle Bachelet, se decidió financiar con fondos de esta ley la construcción y habilitación de los edificios de la Fuerza Aérea y el Ejército y las nuevas oficinas del Ministerio de Defensa, tras la decisión de dejar el Edificio Diego Portales, hoy Centro Cultural Gabriela Mistral.
La ley 20424, de 4 de febrero de 2010, estableció que, a partir de la fecha que señalara el presidente de la República, a través de un decreto con fuerza de ley, quedaría derogada la ley 7144, que creó el Consudena, y sus modificaciones, y que para todos los efectos legales, reglamentarios y contractuales, el Ministerio de Defensa Nacional sería el sucesor del Consudena, correspondiéndole hacerse cargo de los derechos y obligaciones de los que aquel fuera titular y que existieren o se encontraren pendientes a la fecha de entrada en vigencia de dicha norma. Mediante el decreto con fuerza de ley n.º 1, promulgado el 27 de enero de 2011, se dispuso que el Consejo Superior de Defensa Nacional quedaba suprimido y derogada la ley 7.144 a contar del 4 de febrero de 2011.
En 2015 se destapó un caso de malversación de fondos provenientes de esta ley, realizada por miembros del Ejército entre 2010 y 2014, el cual fue denominado por la prensa como «Milicogate».

## Reformas
Durante la dictadura militar del general Augusto Pinochet, la Ley Reservada del Cobre fue modificada en siete oportunidades, mediante decretos leyes y leyes secretas.
- Decreto Ley 239, de 31 de diciembre de 1973, «modifica Ley Nº 13.196».[5][30]
- Decreto Ley 470, de 22 de mayo de 1974, «complementa Ley Nº 13.196».[6][31]
- Decreto Ley 984, de 11 de abril de 1975, «fija el texto refundido de la Ley Nº 13.196».[7][12]
- Decreto Ley 1530, de 21 de julio de 1976, «fija el texto definitivo de la Ley Nº 13.196».[13][14]
- Decreto Ley 3654, de 10 de marzo de 1981, «precisa alcance de artículo único del Decreto Ley Nº 3653 de 1981».[8][9]
- Ley 18445, de 17 de octubre de 1985, «modifica disposiciones de la Ley Nº 13.196».[10][32]
- Ley 18628, de 23 de junio de 1987.[11]
- Ley 20977, de 22 de diciembre de 2016, «Exige la publicación en el Diario Oficial de la Ley Nº 13.196, Reservada del Cobre».[15]

### Resumen de la historia legislativa
| Antecedentes legislativos de la Ley Reservada del Cobre | Antecedentes legislativos de la Ley Reservada del Cobre | Antecedentes legislativos de la Ley Reservada del Cobre                                                                                         | Antecedentes legislativos de la Ley Reservada del Cobre | Antecedentes legislativos de la Ley Reservada del Cobre |
| Ley                                                     | Fecha                                                   | % de impuesto o rentas para compra de armamento                                                                                                 | Monto mínimo                                            | Descripción |
| ------------------------------------------------------- | ------------------------------------------------------- | --- | ------------------------------------------------------- | --- |
| Ley 6152                                                | 7 de enero de 1938                                      | 90% de lo obtenido por rentas de arrendamiento estatal en la Patagonia chilena se destinarán a las necesidades urgentes de las Fuerzas armadas. | Desconocido                                             | — |
| Ley 7144                                                | 5 de enero de 1942                                      | — | 4 mil millones CLP                                      | Crea el Consejo Superior de Defensa Nacional (Consudena). Establece financiamiento por recibos por arrendamientos en Patagonia, transacciones de divisas e impuestos de tabaco y alcohol. |
| Historia de la Ley Reservada del Cobre                  |                                                         | |                                                         | |
| Ley 13196                                               | 19 de noviembre de 1958                                 | 15 % de los ingresos por el impuesto a la gran minería del cobre (el impuesto era del 50%).                                                     | 8,5 millones USD                                        | Introducción de pago en compensación si una cantidad más baja no puede ser lograda. Fondos se fijan en dólares estadounidenses (USD).                                                     |
| Decreto Ley 239                                         | 31 de diciembre de 1973                                 | 10 % de los ingresos totales de la venta en el extranjero de las empresas de la gran minería del cobre.                                         | 90 millones USD                                         | Dispone distribución de fondos en partes iguales para el Ejército, la Armada y la Fuerza Aérea.                                                                                           |
| Decreto Ley 470                                         | 22 de mayo de 1974                                      | Sin cambios. | Sin cambios.                                            | Establece el depósito de los fondos en dólares estadounidenses en la Tesorería General de la República.                                                                                   |
| Decreto Ley 984                                         | 11 de abril de 1975                                     | Sin cambios. | Sin cambios.                                            | Agrega empresas del cobre nacionalizadas y aquellas donde el Estado o sus instituciones tengan al menos un 66% de participación.                                                          |
| Decreto Ley 1530                                        | 21 de julio de 1976                                     | 10% de los recibos brutos de Codelco que provengan de ventas de cobre en el extranjero más el 10% de los depósitos de Codelco en el extranjero. | 90 millones USD                                         | Fija el texto definitivo de la ley. Establece cuentas secretas para el Ejército, la Armada, la Fuerza Aérea y Consudena. Consudena puede solicitar el 10% de los ingresos.                |
| Decreto Ley 3654                                        | 10 de marzo de 1981                                     | — | —                                                       | Aclara que Decreto Ley 3653 no afecta disposiciones vigentes de la Ley 13196. |
| Ley 18445                                               | 17 de octubre de 1985                                   | Lo establecido por D.L. 1530 más el 10 % de recibos brutos de las ventas de Codelco en el extranjero.                                           | 180 millones USD                                        | Dispone que si la asignación de ingresos es menor a 180 millones USD, déficit deberá ser completado por el Fisco. Establece destinaciones por superávits de 195 millones USD.             |
| Ley 18628                                               | 23 de junio de 1987                                     | Sin cambios. | Sin cambios.                                            | Establece que la asignación de los ingresos debe tener el voto favorable por los comandantes en jefe del Ejército, la Armada y la Fuerza Aérea.                                           |
| Ley 20977                                               | 22 de diciembre de 2016                                 | Sin cambios. | Sin cambios.                                            | Establece que el texto de la ley N°13.196, incluidas sus modificaciones, deja de tener el carácter de secreto o reservado a contar de la fecha de publicación de la misma ley.            |

## Contenido

### Ley secreta
Dada su condición de ley secreta, el texto de la Ley 13196 o Ley Reservada del Cobre no estaba disponible oficialmente. En la página correspondiente a esta norma legal de 1958 en el sitio web de la Biblioteca del Congreso Nacional, leychile.cl, aparecía el texto «La presente ley tiene el carácter de reservada y por consiguiente, su texto ha sido publicado en una edición restringida del Diario Oficial».
Lo mismo ocurría con sus modificaciones, introducidas durante la dictadura militar del general Augusto Pinochet, incluido el texto refundido establecido mediante el Decreto Ley 984 de 1975, y el texto definitivo fijado por el Decreto Ley 1530 de 1976.

### Intentos de publicación
En el año 2010, en dos decisiones sobre amparos sobre el derecho de acceso a la información, presentados por distintas personas, el Consejo para la Transparencia emitió dos decisiones vinculadas a la Ley Reservada del Cobre. En uno de dichos amparos, el cual fue rechazado, el Consejo debió oficiar al Ministerio de Defensa Nacional para que remitiera el texto definitivo y actualizado de la Ley N.º 13.196 "Reservada del Cobre", e indicara especialmente el medio y la forma de su publicación, a fin de corroborar fehacientemente su texto y así poder tomar una decisión; al responder el oficio, el Ministerio de Defensa señaló que, no obstante lo dispuesto en la ley de transparencia, no era posible remitir el texto de la Ley N.º 13.196 "Reservada del Cobre", debido a que su publicidad, comunicación o conocimiento afecta la seguridad de la Nación, por referirse particularmente a materias a materias que dicen relación con la defensa nacional; por lo anterior, el presidente del Consejo, Raúl Urrutia, y el consejero Alejandro Ferreiro debieron concurrir al Ministerio de Defensa para conocer el contenido de la ley.
Sin perjuicio de la decisión de fondo adoptada en dicho amparo, el Consejo para la Transparencia dejó constancia de su preocupación por la existencia de leyes secretas en el ordenamiento jurídico chileno, pues ello pugna con el principio constitucional de publicidad y transparencia y el contenido esencial del derecho a acceder a la información pública, agregando que «no parece admisible que pueda invocarse ante un particular una restricción al ejercicio de un derecho fundamental contenida en una Ley que éste no puede conocer», y que «la existencia de una Ley secreta en este caso parece innecesaria, pues en estricto rigor no se ve porque resulta necesario que la Ley misma sea un documento reservado y no simplemente determinada información que la Ley señale, como es la regla que establece el art. 8º de la Constitución», por lo cual ofició a los órganos colegisladores manifestándoles su preocupación por esta situación.
En marzo de 2016, el Consejo para la Transparencia estableció que la Ley Reservada del Cobre era pública, salvo el artículo 3° inciso primero, el que debe mantenerse en reserva pues su publicidad afectaría la seguridad de la Nación, al  resolver un amparo del derecho de acceso a la información respecto a una solicitud de un particular para obtener de la Subsecretaría para las Fuerzas Armadas una «copia íntegra del texto completo de la Ley Nº 13.196, en su versión publicada en edición restringida del Diario Oficial, y sus modificaciones, si las hubiere», el cual fue acogido parcialmente, disponiéndose que el órgano reclamado entregue al solicitante copia del texto completo de la Ley Reservada del Cobre, y sus modificaciones, debiendo reservar única y exclusivamente el artículo 3° de dicha ley; previo a tomar su decisión, el Consejo requirió a la Subsecretaría para las Fuerzas Armadas copia íntegra de la ley, requerimiento que fue cumplido, la cual fue revisada de forma exclusiva y reservada por los consejeros.
Esta decisión del Consejo para la Transparencia, que no fue recurrida por el Gobierno, y fue cumplida por la Subsecretaría para las Fuerzas Armadas, fue objeto de severas críticas por autoridades de la Cámara de Diputados, ya que estiman que el Consejo extralimitó sus atribuciones, al haber invadido la esfera de atribuciones del Congreso Nacional, pues el carácter de secreto o reservado de una determinada ley debía ser resuelto por este.

### Filtración periodística
En mayo de 2016, el periódico digital El Mostrador filtró el texto del Decreto Ley 1530, publicado en el Diario Oficial del 29 de octubre de 1976, que fijó el texto definitivo de la Ley 13196; conforme a este último, la Ley Reservada del Cobre consta de 9 artículos.
El inciso primero del artículo 1° de la Ley Reservada del Cobre, en su texto fijado por el Decreto Ley 1530 de 1976, dispone que:

El 10% del ingreso en moneda extranjera determinado por la venta al exterior de la producción de cobre, excluidos sus subproductos, de la Corporación Nacional del Cobre de Chile y el 10% del valor de los aportes en cobre al exterior que efectúe dicha corporación, deberán ser depositados por el Banco Central de Chile en moneda dólar de los Estados Unidos de América, en la Tesorería General de la República, con el objeto de que el Consejo Superior de Defensa Nacional cumpla con las finalidades de la ley 7.144.

El artículo 2°, en tanto, establecía que:

Las entregas de fondos que deben realizarse en cumplimiento a lo establecido en el presente decreto ley, se harán en forma reservada; se mantendrán en cuentas secretas, se contabilizarán en forma reservada y su inversión, ya sea en compras de contado o en operaciones a crédito, pago de cuotas a contado o servicio de los créditos, se dispondrá mediante decretos supremos reservados exentos de toma de razón y refrendación.

También se filtraron las últimas modificaciones introducidas al texto de la Ley Reservada del Cobre, efectuadas mediante la Ley 18445 de 1985 y la Ley 18628 de 1987.

### Eliminación del carácter secreto
El 14 de enero de 2016, los diputados Jaime Pilowsky, Ricardo Rincón, Marcelo Schilling, René Saffirio, Guillermo Ceroni y Yasna Provoste presentaron un proyecto de ley con el objeto de eliminar el carácter secreto de la Ley Reservada del Cobre, obligando a su publicación en una edición regular del Diario Oficial de la República de Chile. La iniciativa fue aprobada por el Congreso Nacional, en último trámite, el 23 de noviembre de 2016, convirtiéndose en la ley 20977.
El texto actualizado de la Ley Reservada del Cobre fue publicado en la edición del Diario Oficial del 22 de diciembre de 2016, conjuntamente con la publicación de la ley 20977. A su vez, en el sitio electrónico del Diario Oficial fueron publicados los decretos leyes 984 y 1530 (de 1975 y 1976, respectivamente), y las leyes 18445 y 18628 (de 1985 y 1987, respectivamente), los cuales habían modificado o fijado el texto de la ley 13196.

## Críticas
El financiamiento de las fuerzas armadas de Chile de manera directa, con los ingresos de una empresa estatal, ha sido criticada, entre otras razones, porque:
- La asignación de recursos queda fuera del control democrático. No existe supervisión ni transparencia en el uso de los fondos. Según el Consejo Asesor Presidencial contra los conflictos de interés, el tráfico de influencias y la corrupción (también conocida como «Comisión Engel»), «el carácter reservado y su exclusión del presupuesto implican que tanto el Congreso Nacional como la Contraloría General de la República no tienen la potestad de controlar activamente su utilización. De esta manera, el único control externo que tienen las compras de armamento es a través del Poder Ejecutivo».[43]
- No está asociada a una política nacional de Defensa, «lo cual favorece la discrecionalidad, opacidad e ineficiencia en su utilización».[43]
- No refleja necesariamente las prioridades del gobierno y estrategias sectoriales.
- No permite asignar fondos a otros sectores.
- Genera un gravamen desigual a Codelco, al no ser exigido a empresas mineras privadas.

El informe final de la Comisión Engel, publicado el 24 de abril de 2015, propuso la eliminación de la Ley Reservada, al mismo tiempo que «dotar de una mayor capacidad al Congreso Nacional para fortalecer el control, eficiencia y transparencia de las compras de Defensa, limitando los gastos fuera de presupuesto».